# 70418 Kholopov
70418 Kholopov este un asteroid din centura principală de asteroizi.

## Descriere
70418 Kholopov este un asteroid din centura principală de asteroizi. A fost descoperit pe 17 septembrie 1999 la Monte Agliale de Matteo Santangelo. Asteroidul prezintă o orbită caracterizată de o semiaxă mare de 2,44 ua, o excentricitate de 0,12 și o înclinație de 3,8° în raport cu ecliptica.